# BWO
BWO (Bodies Without Organs) var en svensk popmusikgruppe.
Gruppen blev dannet i 2003 af musikeren og forfatteren Alexander Bard sammen med tekstforfatter og medproducent Anders Hansson.
Ud over Alexander Bard består gruppen af keyboard-spilleren Marina Schiptjenko og sangeren Martin Rolinski.
Gruppen stillede op i Melodifestivalen (det svenske Melodigrandprix) i 2005, 2006 og 2008 (i 2005 under det originale navn Bodies Without Organs). I 2006 blev de med sangen Temple Of Love nr .2 i den svenske finale efter Carola Häggkvist. Sverige var splittet i spørgsmålet om hvilken af de to sange der var den bedste – mange mente BWO's havde bedre internationale chancer, men et flertal valgte alligevel Carola som vinder. Efterfølgende blev Temple Of Love et stort hit, og blev bl.a. nr. 1 på den svenske hitliste. I 2008 stillede de op med sangen Lay Your Love On Me og blev nr. 3 i finalen.
I 2009 stiller de igen op, denne gang med sangen You're Not Alone.

## Diskografi

### Album
- 2005 – Prototype
- 2006 – Halcyon Days
- 2006 – Halcyon Nights
- 2007 – Fabricator
- 2008 – Pandemonium – The Singles Collection

### Singler
- 2004 – Living an a Fantasy
- 2004 – Conquering America
- 2004 – Sixteen Tons of Hardware
- 2005 – Gone
- 2005 – Open Door
- 2005 – Sunshine in the Rain
- 2005 – Voodoo Magic
- 2006 – Temple of Love
- 2006 – We Could Be Heroes
- 2006 – Will My Arms Be Strong Enough
- 2006 – Chariots of Fire
- 2007 – Save My Pride
- 2007 – Let It Rain
- 2007 – Rhythm Drives Me Crazy
- 2007 – The Destiny of Love
- 2007 – Give Me the Night
- 2008 – Lay Your Love on Me
- 2008 – Barcelona
- 2008 – The Bells of Freedom
- 2008 – Gomenasai